# مجون هاکسها
مجون هاکسها (انگلیسی: Medjon Hoxha؛ زادهٔ ۲۷ ژوئیهٔ ۱۹۹۹) بازیکن فوتبال اهل بلژیک است.
از باشگاه‌هایی که در آن بازی کرده‌است می‌توان به باشگاه فوتبال کورتریک اشاره کرد.